# Mecolaesthus nigrifrons
Mecolaesthus nigrifrons là một loài nhện trong họ Pholcidae. Loài này có ở Saint Vincent.